# Corydalis mucronipetala
Corydalis mucronipetala är en vallmoväxtart som först beskrevs av Cheng Yih Wu och H. Chuang, och fick sitt nu gällande namn av Lidén och Z. Y. Su. Corydalis mucronipetala ingår i släktet nunneörter, och familjen vallmoväxter. Inga underarter finns listade i Catalogue of Life.